# Giulio Cesare Gallenzi
Giulio Cesare Gallenzi (ur. 28 listopada 1931 w Ariccii, zm. 10 października 2020) – włoski polityk i samorządowiec, poseł do Parlamentu Europejskiego III kadencji.

## Życiorys
Zaangażował się w działalność polityczną w ramach Chrześcijańskiej Demokracji, należał do jej regionalnych władz. Zasiadał w radzie regionu Lacjum, znalazł się w jego władzach jako asesor i wiceprzewodniczący.
W 1989 uzyskał mandat posła do Parlamentu Europejskiego. Przystąpił do grupy Europejskiej Partii Ludowej. Był wiceprzewodniczącym Delegacji ds. stosunków z republikami ze Związkiem Socjalistycznych Republik Radzieckich (1989–1992) i Delegacji ds. stosunków z republikami ze Wspólnoty Niepodległych Państw (1992–1994), a także członkiem m.in. Komisji ds. Gospodarczych i Walutowych oraz Polityki Przemysłowej i Komisji ds. Stosunków Gospodarczych z Zagranicą.